# 14927 Satoshi
14927 Satoshi è un asteroide della fascia principale. Scoperto nel 1994, presenta un'orbita caratterizzata da un semiasse maggiore pari a 2,2538017 UA e da un'eccentricità di 0,1919045, inclinata di 7,12438° rispetto all'eclittica.